# Blizzard Sport
Blizzard Sport — австрийская компания, занимающаяся разработкой и производством горнолыжного снаряжения. Является дочерней компанией итальянской Tecnica Group.

## История
Компания была основана в 1945 году Антоном Арнштайнером («der Toni») в его родном городе Миттерзилль после возвращения со Второй Мировой войны. Отец Тони был плотником, и содержал столярную мастерскую по изготовлению мебели. Обучившись у отца столярному делу, первые горные лыжи Тони Арнштайнер сделал для собственного пользования и впоследствии приступил к их массовому изготовлению.
В 1953 году Антон Арнштайнер зарегистрировал торговою марку «Blizzard» (с англ. — «пурга, метель») и с этого момента его компания стала носить название «Blizzard Skifabrik Anton Arnsteiner» («Лыжная фабрика Антона Арнштайнера»). В 1954 году компания впервые в мировой практике использовала полиэтилен для изготовления основы горных лыж в массовом производстве. В 1957 году Blizzard применила в конструкции лыж металл и стекловолокно. В 1962 компания создала лыжи Epoxi-Ski, на которых были выиграны медали во всех четырех дисциплинах чемпионата мира по горнолыжному спорту, а в трёх — завоёваны чемпионские титулы. В 1963 году на фабрике произошёл крупный пожар, в результате которого большая её часть сгорела. К 1970-му году, когда название компании было изменено с «Blizzard Skifabrik Anton Arnsteiner» на «Blizzard GmbH», производство горных лыж уже составляло 500 тысяч пар в год. В 1976 году под Мюнхеном была открыта вторая производственная площадка компании. В 1980 году после 6 лет разработки и инвестиций превысивших 30 млн. австрийских шиллингов (~2 млн. евро) Blizzard представила технологию The Thermo-Ski, заключавшуюся в применении материалов, меняющих свои характеристики заданным образом при изменении температуры окружающей среды.[значимость факта?] В 1996 году Blizzard выпустила свои первые карвинговые лыжи, но в том же году из-за неутешительного финансового состояния была признана банкротом и выкуплена американской компанией Scott USA. В 2005 году компанию приобрели Карл Хофштэттер (33,3 % акций) и Антон Штёкль (66,6 % акций), продавшие свои доли нынешнему владельцу, итальянской Tecnica Group в 2006 и 2007 годах соответственно.
В 2006 году компания Blizzard представила свою новую разработку под названием IQ System — конструкция лыжи интегрировала в себя блок полозьев для установки лыжных креплений, инсталлированный на стандартный «сэндвич» лыжи.[значимость факта?]
В 2010 году компании впервые в её истории была присуждена Европейская лыжная премия (ISPO Award) за модель лыж R-POWER FS IQ. На следующий год компания была награждена этой премией повторно за линейку фрирайдинговых лыж с оригинальной технологией Flip Core Rocker.